# 953 Painleva

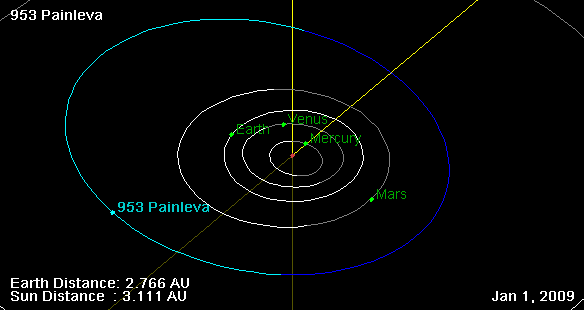

953 Painleva è un asteroide della fascia principale del diametro medio di circa 28,33 km. Scoperto nel 1921, presenta un'orbita caratterizzata da un semiasse maggiore pari a 2,7903498 UA e da un'eccentricità di 0,1862994, inclinata di 8,66656° rispetto all'eclittica.
Il suo nome è un omaggio al matematico e politico francese Paul Painlevé.